# The London Chuck Berry Sessions
Albums de Chuck Berry
San Francisco Dues
(1971) Bio
(1973)
Singles
1. My Ding-a-Ling
Sortie : juillet 1972
2. Reelin' and Rockin'
Sortie : novembre 1972

The London Chuck Berry Sessions est un album du guitariste, chanteur et auteur-compositeur américain Chuck Berry, moitié studio et moitié live, sorti en octobre 1972 chez Chess Records.

## Histoire
The London Chuck Berry Sessions est enregistré dans la foulée du succès de projets similaires par Howlin' Wolf (The London Howlin' Wolf Sessions, 1970) et Muddy Waters (The London Muddy Waters Sessions, 1971). La face 1 est composée de cinq nouvelles chansons enregistrées aux studios Pye, à Londres, tandis que la face 2 contient trois titres enregistrés lors de la prestation de Chuck Berry au Lanchester Arts Festival de Coventry, le 3 février 1972.
La chanson grivoise My Ding-a-Ling, sortie en 45 tours sous une forme abrégée, se classe no 1 du Billboard Hot 100. L'album est également un succès commercial, certifié disque d'or aux États-Unis.

## Titres

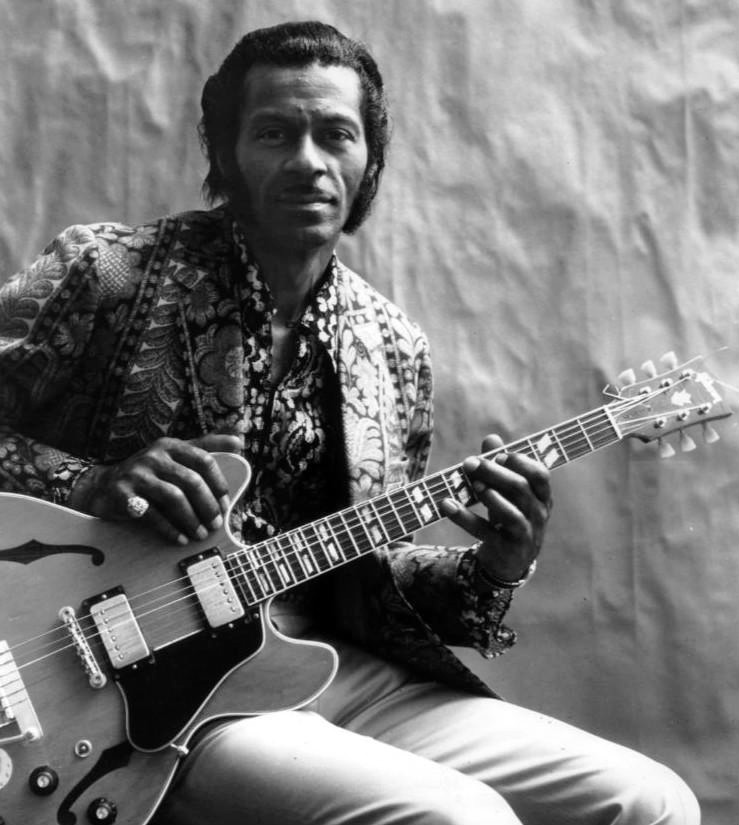
Chuck Berry en 1972.

Toutes les chansons sont écrites et composées par Chuck Berry, sauf mention contraire.

### Face 1
1. Let's Boogie – 3:10
2. Mean Old World (Little Walter) – 5:45
3. I Will Not Let You Go – 2:49
4. London Berry Blues – 5:55
5. I Love You – 3:26

### Face 2
1. Reelin' and Rockin' – 7:07
2. My Ding-a-Ling (Dave Bartholomew) – 11:33
3. Johnny B. Goode – 4:23

## Musiciens
- Chuck Berry : chant, guitare
- Derek Griffiths : guitare (face 1)
- Kenney Jones : batterie (face 1)
- Onnie Owen McIntyre : guitare (face 2)
- Nic Potter : basse (face 2)
- Dave Kaffinetti : piano (face 2)
- Ian McLagan : piano (face 2)
- Robbie McIntosh : batterie (face 2)